# Frei Haus
Frei Haus (oder „franko Haus“, „franko“) ist eine Handelsklausel und Frankatur zwischen Kaufleuten, wonach der Lieferant die gesamten Transportkosten bis zum Empfänger der Ware trägt.

## Allgemeines
Derartige Handelsklauseln wie „frei Haus“ fallen unter die „Gewohnheiten und Gebräuche“ des § 346 HGB, die lediglich bei Handelsgeschäften zwischen Kaufleuten gelten. Bei Nichtkaufleuten (etwa Verbrauchern) sind derartige Handelsklauseln nur anwendbar, wenn diese wie Kaufleute am Handelsverkehr teilnehmen und ihnen diese Handelsbräuche bekannt sind. Unter Kaufleuten verpflichtet diese Frankatur den Verkäufer (Exporteur), alle Kosten bis zur Ablieferung am letzten Bestimmungsort zu tragen.

## Rechtsfragen
Gemäß § 420 Abs. 1 HGB ist die Fracht bei Ablieferung des Frachtgutes zu zahlen. Der Empfänger ist gemäß § 421 Abs. 1 HGB nach Ankunft des Frachtgutes an der Ablieferungsstelle berechtigt, vom Frachtführer zu verlangen, ihm das Frachtgut gegen Erfüllung der Verpflichtungen aus dem Frachtvertrag abzuliefern. Ist nichts anderes vereinbart, so hat nach § 421 Abs. 2 HGB der Empfänger die aus dem Frachtbrief hervorgehende Fracht zu zahlen. Wer die Transportkosten trägt, ergibt sich aus dem Frachtvertrag oder den Lieferbedingungen. Hat hiernach die Beförderung „frei Haus“, „frei“ oder „franko“ zu erfolgen, so entsteht keine Zahlungspflicht des Empfängers, der Empfänger ist nicht Schuldner der Frachtkosten. Nach deutschem Handelsbrauch bedeutet „frei Haus“, dass der Verkäufer im Rahmen einer qualifizierten Schickschuld die Frachtkosten bis zum Käufer trägt, nicht aber auch das Transportrisiko.
„Frei Haus“ sagt mithin nichts über den Gefahrübergang aus. Bei Vereinbarung einer Schickschuld geht die Gefahr des zufälligen Untergangs vom Verkäufer auf den Käufer über, sobald die Ware an den ersten Frachtführer oder Spediteur übergeben wird. Der Frachtführer oder Spediteur hat zwar bei Verlust oder Beschädigung der Ware entsprechend den gesetzlichen Vorschriften (§§ 407–450 HGB) zu haften, jedoch im Regelfall nur bis zu den gesetzlich bestimmten Haftungsgrenzen (in der Regel 8,33 SZR pro kg Rohgewicht gemäß § 431 HGB). Geht demnach die Ware während des Transportes unter, so haftet zwar in der Regel der Frachtführer, den darüber hinausgehenden Schaden muss dann jedoch der Käufer (oder dessen Transportversicherung) tragen.
„Frei Haus“ sagt auch nichts über den Leistungsort aus. „Frei Haus“ bedeutet auch nicht, dass der Frachtführer das Transportgut zu entladen hat. Übernimmt der Verkäufer auch den Zoll (englisch duty paid), ist die Handelsklausel vergleichbar mit der Incoterms-Klausel DDP (englisch Delivered Duty Paid), sofern der Verkäufer auch die Entladegebühren am Empfängerort zahlt. Ist bei einem internationalen Warenkauf als Lieferklausel der Incoterm DDP („geliefert verzollt“) benannter Bestimmungsort vereinbart worden, ist für die Bedeutung der Klausel in der Regel auf die Anwendungshinweise der Internationalen Handelskammer (ICC) zurückzugreifen. Danach hat der Verkäufer die geschuldete Lieferung am benannten Bestimmungsort als Bringschuld zu erfüllen.
„Frei Haus“ entspricht im amerikanischen Sprachgebrauch der Vorauszahlung (englisch prepaid).
Übersehen wird, dass die besonders schadensträchtige Be- und Entladung im deutschen Kaufrecht nicht geregelt ist und durch die „frei Haus“-Klausel auch keine eindeutige vertragliche Regelung erfährt. Zudem wird nach deutschem Recht bestimmt, dass ohne weitere vertragliche Absprache eine Holschuld (§ 269 BGB; und nicht eine Bring- oder Schickschuld) zugrunde liegt. Demnach sind, ohne besondere Vereinbarung, die Transportkosten (und Verpackung) vom Käufer der Ware zu tragen. Bei Vereinbarung einer Schickschuld geht die Gefahr des zufälligen Untergangs jedoch vom Verkäufer auf den Käufer über, sobald die Ware an den ersten Frachtführer übergeben wird. Der Versendungskauf ist in den §§ 447 und 448 BGB geregelt.
Eindeutig regelt die Vereinbarung „frei Haus“, wer die Kosten des Transports trägt; nämlich der Verkäufer. Ist beispielsweise auf einem Lieferschein „frei Haus“ als Lieferbedingung vermerkt, kann abweichend vom gesetzlichen Regelfall des Versendungskaufs zwischen den Vertragsparteien vereinbart sein, dass die Preisgefahr erst dann auf den Käufer übergeht, wenn die Ware am Zielort übergeben wurde.
Im Unterschied zur Lieferung frei Haus kann die Lieferung auch ab Werk, unfrei oder frachtfrei erfolgen.
Aufgrund der vorgenannten Unsicherheiten bietet es sich an, auch im nationalen Bereich die Incoterms zu verwenden.

## International
Die Incoterms beinhalten die internationalen Regeln bezüglich der Transport-, Versicherungs- und Zollkosten. Darüber hinaus treffen die Incoterms auch Aussagen über den Gefahrenübergang und sind gerichtlich anerkannte Klauseln. 